# La Leyenda de los Cinco Anillos (juego de rol)
La Leyenda de los Cinco Anillos (Legend of The Five Rings en inglés) es un juego de rol escrito originalmente por John Wick y editado actualmente por AEG bajo la licencia de Five Rings Publishing Group.
Actualmente en su quinta edición L5A (siglas usuales para abreviar La Leyenda de los Cinco Anillos) es un juego que ha evolucionado; no solo en su cronología y ambientación, sino también en el mismo sistema de juego. En su primera edición, el juego permitía jugar solo con guerreros (bushi) o magos (shugenja). Lo que lo hacía diferente y único era la ambientación similar al Japón feudal pero con fuerte influencia asiática.
Los cinco anillos representan cada uno de los elementos (Fuego, Aire, Agua, Tierra y Vacío).
Existen dos elementos que hacen al juego absolutamente único. Por una parte, no se basa únicamente en personajes combatientes: interpretar a un cortesano, experto en las intrigas diplomáticas y maestro en el poder de la palabra y la manipulación, no es solo una posibilidad remota de juego, sino que es una clase o profesión básica que cada clan provee y son bastante útiles. Es un juego en el que el combate físico no es necesariamente central.
Por otra parte, el juego está ligado fuertemente a su versión en juego de cartas coleccionables. Lo especial de esto es que los diseñadores dan carta blanca para la evolución de la cronología del mundo dependiendo de lo que los jugadores de cartas decidan, el tipo de mazos que se utilicen, quién gane, y como ganen los torneos sancionados (Kotei). La línea argumental actual trata de un intento del clan Unicornio por llegar al trono del imperio, que los jugadores de los torneos pueden elegir apoyar o no.
Existe una detallada ficción y cronología de Rokugan para hacerlo coherente, lo que se traspasa a un juego de rol ampliamente disfrutable. Uno de los recursos en línea más estructurados el respecto se encuentra en la sección de Historias del sitio oficial, en el Wiki que es particularmente completo.

## Ambientación
En Rokugan el honor es una fuerza más poderosa que el acero. Por mil años el imperio de Rokugan se ha mantenido como bastión del honor, la nobleza y el coraje. Esta tierra es dirigida por la casta samurái, una casta en la que se porta la katana y el wakizashi como símbolo de nobleza. Ocho clanes compiten por la supremacía de estas tierras bajo la mirada atenta del poderoso Emperador. Mientras tanto, al sur, las Tierras Sombrías acechan incansablemente esperando la siguiente oportunidad de destruir todo lo que los humanos han construido. Es una tierra de intriga y aventura.

### Formato
La Leyenda de los Cinco Anillos está ambientado en Rokugan, un país con fuerte influencia de Japón Feudal y en algunas ocasiones híbrido con China y otras naciones asiáticas. En Rokugan la magia existe, y es habitado también por criaturas fantásticas. Es un país con una cultura altamente xenófoba, inculcado en antiguas y fuertes tradiciones basadas principalmente en el Honor.
Rokugan funciona a partir de una organización de clanes. Existen ocho grandes clanes y varios pequeños. Cada uno de los clanes, incluyendo la versión oscura en las tierras sombrías, fue fundado por uno de los kamis (dioses encarnados) en su caída a Rokugan (exceptuando al de la Mantis). La casta samurái dirige este reino, pero ellos mismos sirven el código del bushidō, y son vasallos del líder familiar, del daimyō del Clan y del Emperador.

### Clanes
Cada clan está compuesto por un número reducido de Familias las cuales suelen poseer una o varias escuelas ya bien sean de Bushi (guerreros), shugenjas (magos de cierto respeto), cortesanos, monjes (hombres santos o aquellos que han llegado a una edad avanzada),en el clan escorpión existen los llamados shinobis (ninjas) pero que a lo largo del tiempo han caído en desgracia y aniquilados de la faz de Rokugan (o eso se cree).
Los Clanes mayores son:
- Cangrejo
- Grulla
- Dragón
- León
- Mantis
- Fénix
- Escorpión
- Unicornio
- Araña

Los clanes menores son:
- Buey
- Gorrión
- Libélula
- Liebre
- Mono
- Murciélago
- Oropéndola
- Tejón
- Tortuga

Clanes menores extintos:
- Avispa (actual familia Tsuruchi del Clan Mantis)
- Ciempiés (actual familia Moshi del Clan Mantis)
- Halcón (actual familia Toritaka del Clan Cangrejo)
- Jabalí (Extinto)
- Serpiente (actual familia Chuda del Clan Araña)
- Zorro (actual familia Kitsune del Clan Mantis)

Familias Imperiales que sirven directamente al Emperador:
- Familia Miya
- Familia Otomo
- Familia Seppun
- Familia Toturi

Se puede encontrar un condensado de la función de cada clan en el sitio oficial

## Sistema de juego
El juego comenzó usando el sistema de « tirar y guardar dados ». Tuvo una edición con el sistema d20, pero la nueva edición usa de nuevo el sistema de « tirar y guardar dados ».
Cada personaje tiene varios atributos, ordenados dentro de los cinco anillos que dan nombre al juego, y representan sus características físicas y mentales según un valor numérico. También conoce una serie de habilidades, y dispone de un nivel dentro de cada una que señala su maestría y conocimiento de las mismas.
Como en la mayoría de juegos de rol, se estipula que hay que hacer una tirada de dados cada vez que el personaje de un jugador intenta realizar una acción complicada por alguna razón, como cabalgar al galope un tiempo o convencer a otra persona con una mentira. La dificultad de la acción genera un número que se tiene que superar (o quedar por debajo) con la tirada. Algunas de estas acciones pueden ser resueltas mediante interpretación, a juicio del máster de la partida.
El sistema, básicamente, funciona con dados de 10 caras: cuando hay que realizar una tirada, el máster indica qué atributo y habilidad gobiernan esta tirada (por ejemplo, un salto de longitud se realizaría usando el atributo "Agilidad" y la habilidad "Atletismo", ambas en el manual). Uno tira un número de dados igual a su atributo más habilidad, y de ellos puede elegir tantos dados como su atributo. Se suman los valores de dichos dados para intentar que superen la dificultad objetivo. Si la empatan o superan se supone que el personaje ha conseguido la acción, si no la ha fallado.
Los duelos son una de las partes mejor valoradas por la comunidad, enfrentamientos altamente ritualizados donde se defiende el honor con valor y habilidad, respaldados normalmente con el acero de la katana. Esta nueva edición incluye reglas para duelos en corte, artesanales o mágicos.
Las escuelas, generalmente propias de cada clan, donde los personajes entrenan proveen acceso a ciertas técnicas superiores que permiten a los personajes utilizar las mañas más avanzadas que se han enseñado por generaciones. Esto es opcional pero da un mayor margen, además de darle un sello propio a cada personaje. Sin embargo, un rōnin (samurái sin señor) experimentado puede ser tan mortal como un samurái entrenado, aun sin las mañas tan sofisticadas.

## El juego de cartas coleccionables
La Leyenda de los Cinco Anillos es un juego de cartas coleccionables para dos o más jugadores (en torneos, generalmente dos), cada uno con dos mazos de un mínimo de 40 cartas cada uno (anteriormente 30 cartas cada uno). El juego continua hasta que un jugador haya alcanzado una de las diferentes condiciones de victoria, y es declarado ganador.
En los torneos de juego, los jugadores pueden afectar el curso de la historia del juego, su construcción de mazos contribuye directamente a las vidas (o muertes) de los personajes envueltos. Esto es a su vez, reflejado en las futuras expansiones del juego, y las mecánicas en ellas. La lista completa de reglas se puede hallar en Sitio de Reglas comprensibles Archivado el 12 de octubre de 2008 en Wayback Machine. (en inglés)

## El juego de tablero
En 2008 fue publicado el juego de tablero de la serie, pero esta vez con el título Art of War. El título elegido para el juego de tablero corresponde, en inglés, al título de la célebre obra El arte de la guerra, que el autor chino Sun Tzu escribió hacia el año 500 a. C.

## Traducciones en castellano
La editorial madrileña La Factoría de Ideas tradujo y publicó el juego de rol La Leyenda de los Cinco Anillos en castellano en 1998. En 2005 la editorial sevillana Edge Entertainment adquirió a su vez los derechos de traducción y publicación del juego y su propia edición vio la luz en enero de 2006.